# New Lenox
New Lenox est un village situé au centre du comté de Will,  dans l'Illinois, aux États-Unis,. Il est incorporé le 4 octobre 1946.

## Démographie
Lors du recensement de 2010, le village comptait une population de 24 394 habitants. Elle est estimée, en 2016, à 26 217 habitants.

### Source de la traduction
- (en) Cet article est partiellement ou en totalité issu de l’article de Wikipédia en anglais intitulé « New Lenox, Illinois » (voir la liste des auteurs).